# Paradise (ort i Kanada)
Paradise är en ort i Kanada.   Den ligger i provinsen Newfoundland och Labrador, i den östra delen av landet, 1 800 km öster om huvudstaden Ottawa. Paradise ligger 154 meter över havet och antalet invånare är 17 695.
Terrängen runt Paradise är huvudsakligen platt, men åt nordväst är den kuperad. Havet är nära Paradise åt nordväst. Runt Paradise är det ganska tätbefolkat, med 207 invånare per kvadratkilometer.. Närmaste större samhälle är St. John's, 13,5 km öster om Paradise. 
I omgivningarna runt Paradise växer i huvudsak blandskog.